# Тализ, Гэй
Гэй Тализ (англ. Gay Talese; 7 февраля 1932, Ошен-Сити, Нью-Джерси, США) — американский писатель и журналист итальянского происхождения. Писал для The New York Times, Esquire, The New Yorker. Писатель Том Вулф назвал Тализа «отцом новой журналистики», хотя сам Тализ предпочитает классифицировать свои произведения как «литературную журналистику». Его самые известные очерки посвящены Джо Ди Маджо и Фрэнку Синатре.

## Ранние годы
Гэй Тализ родился 7 февраля 1932 года в городке Ошен-Сити (штат Нью-Джерси) в семье итальянских эмигрантов. Окончил Алабамский университет. По собственным воспоминаниям, смог развить талант рассказчика благодаря подработке в принадлежавшем его родителям магазине одежды, где будущий журналист слушал истории, которыми делились клиенты. Его карьера в журналистике началась c репортажей с игр школьной бейсбольной команды, которые он писал вместо тренера. Талант Тализа заметили редакторы местного издания Ocean City Drive и предложили юному автору поработать вместе.

## The New York Times и Esquire
В 1949 году Тализ поступил в Алабамский университет, продолжив совершенствовать писательские навыки в студенческом издании The Crimson White, где он работал спортивным редактором и вёл колонку Sports Gay-zing.
После окончания университета молодой журналист переехал в Нью-Йорк и устроился в The New York Times на должность рассыльного, но также смог выпустить несколько материалов на страницах издания как внештатный автор. После прохождения срочной службы в армии вернулся в издание.
В этот период главным источником тем для Тализа стал профессиональный бокс, привлекавший его прежде всего тем, что почти все герои ринга были представителями национальных меньшинств. Серия статей, затронувших не только спортивное информационное поле, но и социальные проблемы, заинтересовала редакцию, и Тализа перевели в отдел политики. Но с новыми темами, как и с редакторами, отношения не заладились. Через год после перевода в отдел некрологов журналист начал сотрудничать с The Sunday Times, но и там не нашёл своё место. Он говорил в одном из интервью: «Я не хотел быть журналистом, я хотел рассказывать истории. Те темы, которые мне предлагали в этих изданиях, историями не были».
Тализ покинул The New York Times и в 1965 году стал штатным автором журнала Esquire. Под руководством главного редактора Гарольда Хейза в Esquire работали Том Вулф, Терри Саузерн, Норман Мейлер и другие талантливые авторы, занимавшиеся «новой журналистикой». Этот термин постфактум в 1972 году придумал Вулф и использовал его для обозначения журналистских текстов с типичными литературными приёмами: детальным описанием сцен, диалогами, разговорным стилем, нарративной структурой и позиционированием автора как активного участника действия в противовес классической «объективной» журналистике. За время сотрудничества с Esquire Тализ написал множество известных статей, самой популярной из которых ряд изданий называет очерк «Фрэнк Синатра простудился», вышедший в апреле 1966 года.

## «Фрэнк Синатра простудился»
Интервью с Фрэнком Синатрой было одним из первых заданий, которое Тализ получил после перехода в Esquire. Журналист прилетел на встречу с артистом в Лос-Анджелес, но интервью не состоялось: агенты певца сообщили, что у того простуда. Хейз посоветовал Тализу остаться в городе и написать материал, и тот стал искать всех, кто знаком с Синатрой. После возвращения в Нью-Йорк журналист взял несколько десятков дополнительных интервью у родных и друзей певца ― и создал очерк, вошедший в историю журналистики.
Сам Тализ лучшей своей статьёй считает «Mr. Bad News» — материал об Олдене Уитмене, авторе колонки некрологов в The New York Times.

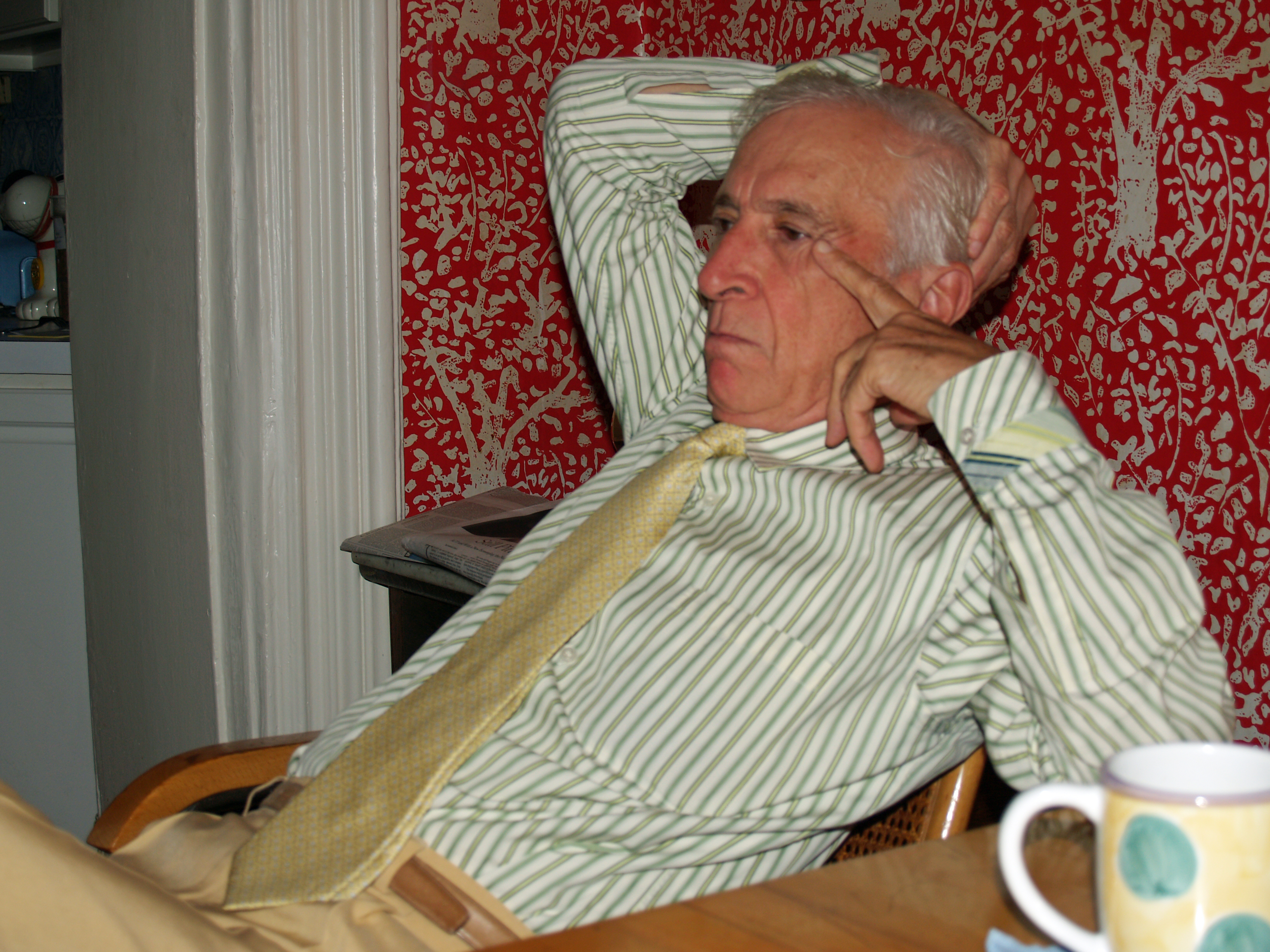
Гэй Тализ у себя дома, 2007 год

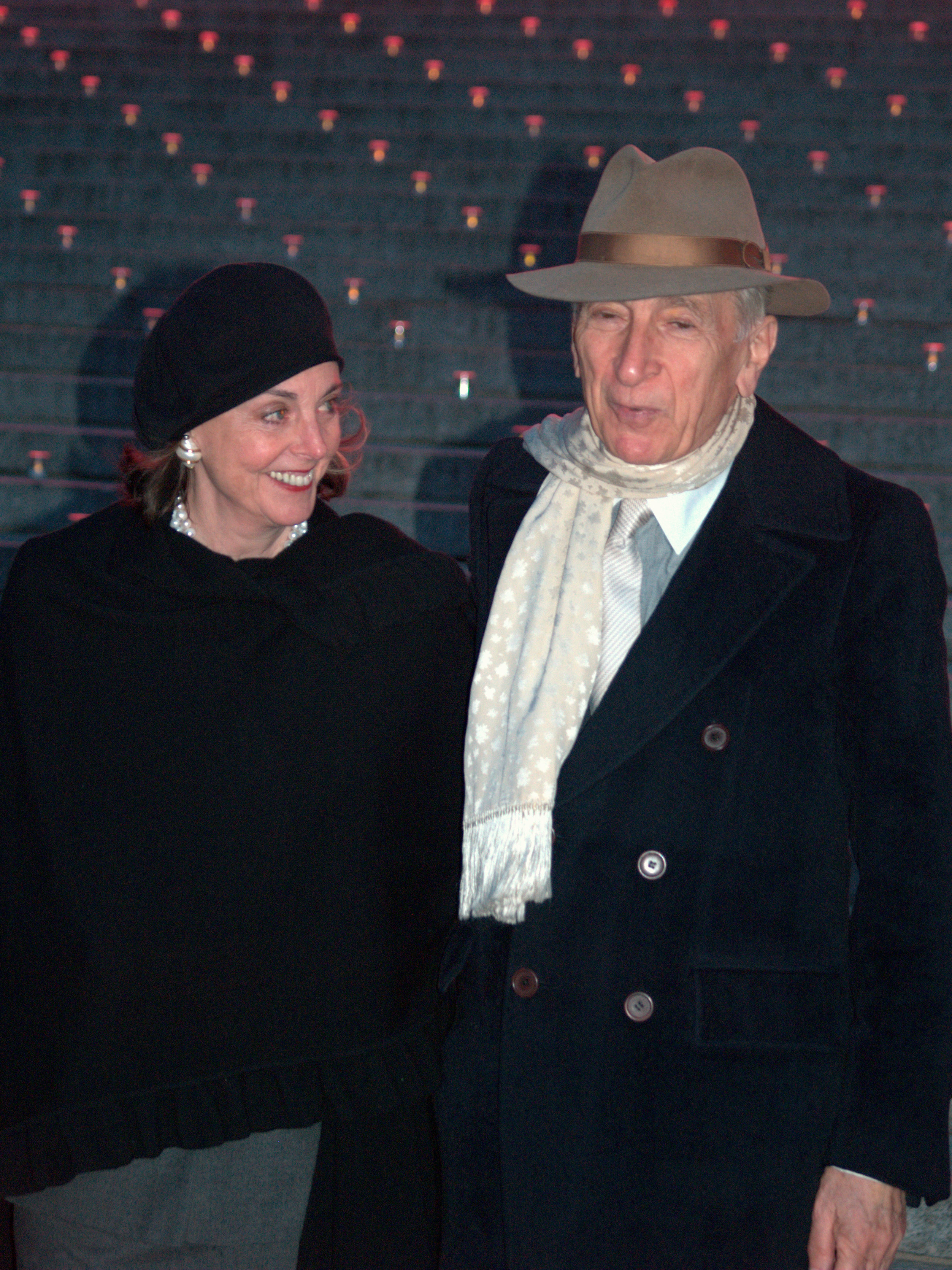
Нэн и Гэй Тализ на вечеринке Vanity Fair на кинофестивале Tribeca в 2009 году

## Личная жизнь
Гэй Тализ женат на писательнице и издателе Нэн Тализ. У них две дочери. Памела Тализ — художница, Катрин Тализ — фотограф.